# Толбухин, Фёдор Иванович
Фёдор Ива́нович Толбу́хин (15 июня или 16 июня 1894, дер. Андроники, Ярославская губерния, Российская империя — 17 октября 1949, Москва, РСФСР, СССР) — советский военачальник, Маршал Советского Союза (12.09.1944), Герой Советского Союза (07.05.1965, посмертно). Кавалер ордена «Победа» (1945). Народный герой Югославии (1945), Герой Народной Республики Болгария (1979 или 1981, посмертно).
Во время Великой Отечественной войны руководил войсками армии в Сталинградской битве, участвовал в освобождении от нацистских захватчиков Югославии и разгроме противника в Румынии, Болгарии, Венгрии, Австрии; командовал войсками Южного фронта (с 1943 года 4-го Украинского фронта) и 3-го Украинского фронта. С 1945 по 1947 годы — главнокомандующий Южной группой войск.

## Биография
Родился (3) 15 июня или (4) 16 июня 1894 года в деревне Андроники Ярославской губернии (ныне Ярославский район Ярославской области) в многодетной зажиточной крестьянской семье. Русский.. Отец Иван Фёдорович Толбухин (1863—1907) торговал фуражом в Санкт-Петербурге. Мать Анна Григорьевна. Согласно записи из метрической книги родился 3 июня 1894 г. 
Окончил церковно-приходскую школу в Андрониках и Давыдковскую земскую школу. После смерти отца в 1907 году был вместе с другими детьми взят на воспитание его братом Александром, петербургским купцом. В Санкт-Петербурге Фёдор Толбухин окончил трёхлетнюю торговую школу Цесаревича Алексея, а в 1912 году сдал экстерном экзамен за полный курс Санкт-Петербургского Императорского коммерческого училища. С 1911 года Фёдор работал бухгалтером в коммерческом товариществе «Клочков и К°» в Санкт-Петербурге.
С началом Первой мировой войны в декабре 1914 года поступил вольноопределяющимся в Русскую императорскую армию. Прошёл курс обучения в Петроградской учебно-автомобильной роте, служил солдатом-мотоциклистом и шофёром при штабе 6-й пехотной дивизии и в 22-м пехотном Нижегородском полку на Северо-Западном фронте. В апреле 1915 года был направлен на учёбу в 1-ю Ораниенбаумскую школу прапорщиков, окончил её курс и 10 июля 1915 года был произведён в прапорщики. В сентябре 1915 года направлен на фронт. Командовал ротой, батальоном 2-го Заамурского пограничного пехотного полка 1-й Заамурской пограничной пехотной дивизии 9-й армии на Юго-Западном фронте. Участвовал в Брусиловском прорыве. За боевые отличия был награждён орденами Святой Анны и Святого Станислава, а также досрочно произведён в подпоручики и в поручики «за отличия».
В конце января 1917 года поручик Ф. И. Толбухин был направлен в формирующийся 13-й Заамурский пограничный пехотный полк 4-й Заамурской пограничной пехотной дивизии на должность командира батальона. Имея большой авторитет среди солдат за храбрость и справедливое отношение к ним, после Февральской революции он был избран председателем полкового солдатского комитета. С полком прибыл на фронт и в июне 1917 года участвовал в Июньском наступлении. В бою получил сильную контузию, а за храбрость в августе произведён в штабс-капитаны. После длительного пребывания в госпиталях в декабре 1917 года Толбухин получил двухмесячный отпуск по болезни. Вернулся в Петроград и уже там в марте 1918 года демобилизовался.
Не сумев найти работу в Петрограде, весной 1918 года уехал к родственникам в Ярославскую губернию. Работал табельщиком в 7-м военно-дорожном отряде. В августе 1918 года избран Сандырёвском волостным военным комиссаром, а затем дополнительно назначен и начальником волостного всевобуча.

## Гражданская война
В октябре 1918 года зачислен в Красную армию, продолжая исполнять обязанности военного комиссара Сандырёвской волости Ярославской губернии. С января по июль 1919 года — военный руководитель Шаготского волостного комиссариата Ярославской губернии.
В 1919 году окончил школу штабной службы при штабе Западного фронта в Смоленске. Активный участник Гражданской войны в России. Служил в штабе 56-й стрелковой дивизии 7-й армии на Северном и Западном фронтах: младший помощник и старший помощник по оперативной части начальника штаба дивизии, с декабря 1920 года начальник штаба дивизии. В составе дивизии принимал участие в боях с войсками генерала Н. Н. Юденича при обороне Петрограда. Участник советско-польской войны 1920 года, сражался с поляками на реках Березина и Нарев, под Лепелем, Лидой и Гродно.
В марте 1921 года участвовал в подавлении Кронштадтского восстания, а затем в военных действиях по отражению вторжения белофиннов в Карелию (1921—1922).

## Межвоенный период
В августе 1921 года Ф. И. Толбухин был назначен начальником штаба войск Новгородской губернии, но уже в сентябре 1921 года возвращён на должность начальника штаба 56-й стрелковой дивизии. В период боевых действий в Карелии с декабря 1921 года был начальником оперативного управления штаба войск Карельского района, а после изгнания финских отрядов с территории РСФСР в марте 1922 года опять вернулся к исполнению должности начальника штаба этой дивизии. Некоторое время временно исполнял должность и командира этой дивизии (до октября 1926 года). Затем направлен на учёбу.
Окончил курсы усовершенствования высшего комсостава при Военной академии РККА имени М. В. Фрунзе в 1927 и 1929 годах. В 1929 году стажировался в должности командира 167-го стрелкового полка. С ноября 1930 по 1932 год служил начальником штаба 1-го стрелкового корпуса Ленинградского военного округа (ЛВО).
В июне 1934 года окончил оперативный факультет Военной академии РККА имени М. В. Фрунзе. С августа 1934 года — временно исполнял должность командира этого корпуса. С января 1935 года — начальник штаба 19-го стрелкового корпуса Ленинградского ВО. С сентября 1937 года — командир 72-й стрелковой дивизии Киевского ВО. В июле 1938 года был назначен начальником штаба Закавказского военного округа.
Член ВКП(б) с 1938.

## Великая Отечественная война
Начало войны встретил в этой же должности. С августа по декабрь 1941 года — начальник штаба Закавказского фронта. Под его руководством была спланирована операция по вводу советских войск в Иран, которая была успешно осуществлена в августе — сентябре 1941 года.
С декабря 1941 по январь 1942: начальник штаба Кавказского фронта. Разработал план Керченско-Феодосийской десантной операции. С января по март 1942 года — начальник штаба Крымского фронта. Был снят с должности 10 марта 1942 года после донесения Л. З. Мехлиса И. В. Сталину с обвинением Толбухина в неумелом руководстве войсками при неудачном наступлении на Керченском полуострове. Парадоксальным образом, это решение спасло Толбухина два месяца спустя, когда войска Крымского фронта потерпели катастрофу под Керчью.
После короткого пребывания в распоряжении Главного управления кадров НКО СССР в мае 1942 года Толбухин был назначен на тыловую должность заместителя командующего войсками Сталинградского военного округа. Но уже через месяц разгорелась Сталинградская битва и немецкие войска развернули наступление на Сталинград. В то время в округе находилась на пополнении 57-й армия, командующим войсками которой в июле 1942 года был назначен Ф. И. Толбухин. В составе Сталинградского фронта армия надёжно держала оборону южнее Сталинграда, а с ноября успешно действовала и в ходе контрнаступления советских войск.
С февраля по март 1943 года — командующий войсками 68-й армии на Северо-Западном фронте. Участвовал в Старорусской операции в марте 1943 года.
С марта 1943 года Ф. И. Толбухин командовал войсками Южного (преобразованного 20 октября 1943 года в 4-й Украинский фронт) и с мая 1944 года — 3-го Украинского фронтов. Руководил войсками этих фронтов при освобождении от нацистских захватчиков Донбасса, Южной Украины, Крыма, Югославии и при разгроме противника в Румынии, Болгарии, Венгрии, Австрии. Одновременно с должностью командующего войсками фронта, сентября 1944 года являлся председателем Союзной контрольной комиссии в Болгарии. 19 июля 1945 года Ф. И. Толбухин, по поручению Советского правительства, вручил Орден «Победа» за № 16 королю Румынии Михаю I.

## Крупнейшие операции фронтов под командованием Ф. И. Толбухина
- Миусская операция, июль — август 1943 года. Войска фронта пытались прорвать Миус-фронт, но успеха не имели и были вынуждены, оставив занятый плацдарм, отступить на исходные позиции. Однако, сковав войска противника в тяжёлых боях, лишили его возможности перебросить резервы с Миуса в район Курской битвы.
- Донбасская операция, август — сентябрь 1943 года. Войска фронта совместно с Юго-Западным фронтом за полтора месяца боёв прошли на запад свыше 300 километров, полностью освободив Донбасс.
- Мелитопольская операция, сентябрь — ноябрь 1943 года. Войска фронта прорвали заранее подготовленный рубеж обороны по реке Молочная, продвинулись до 320 километров, отрезали войска противника в Крыму и заняли плацдармы для его последующего штурма.
- Крымская операция, апрель — май 1944 года. Войска фронта прорвались в Крым с севера, совместно с Отдельной Приморской армией разгромили 17-ю армию врага и освободили Крым.

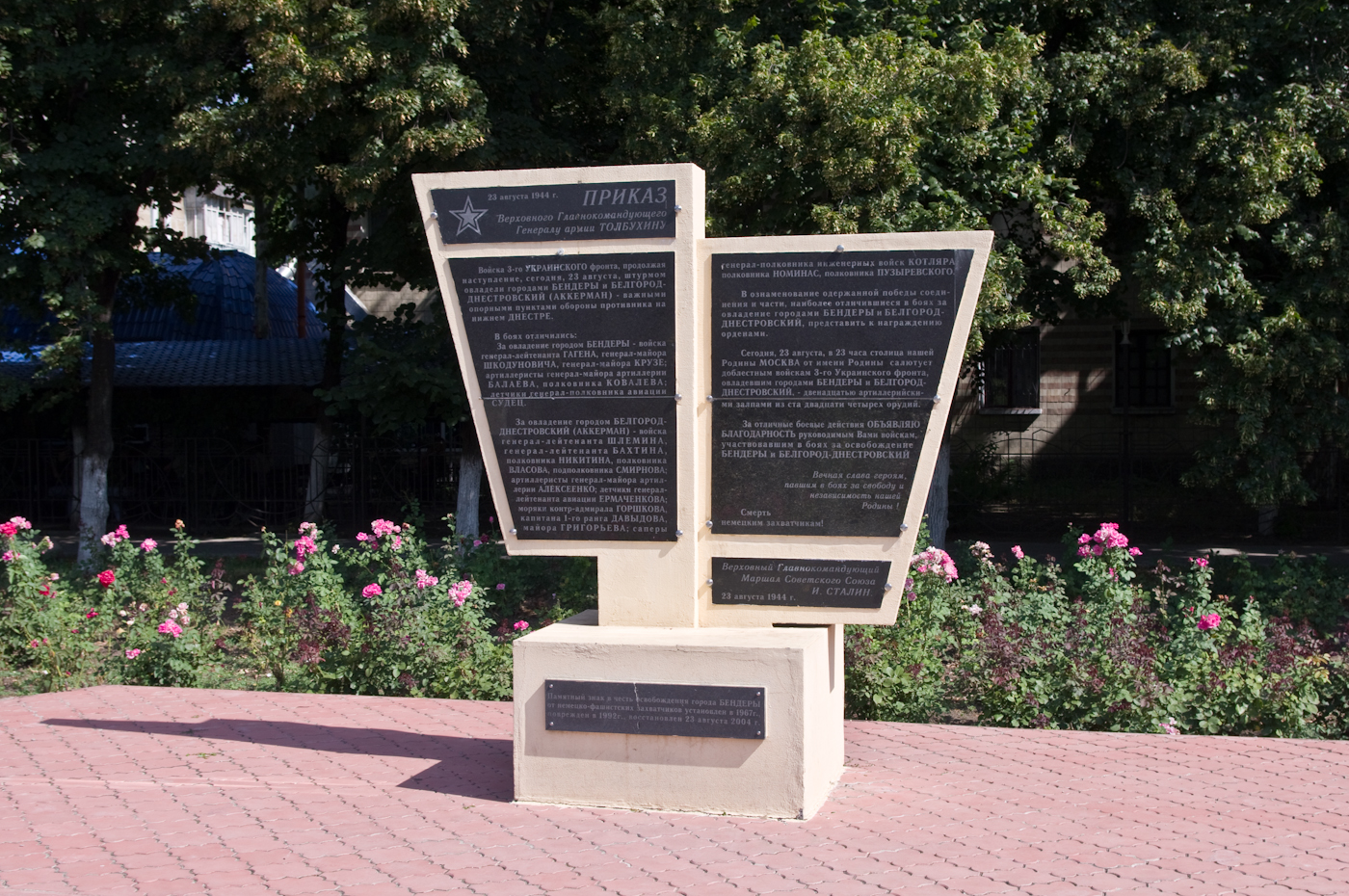
Приказ Сталина Толбухину в виде памятника в ПМР

- Ясско-Кишинёвская операция, август 1944 года. Войска фронта совместно с войсками 2-го Украинского фронта разгромили группу армий «Южная Украина», обрушив весь южный фланг советско-германского фронта. Румыния выведена из войны на стороне Германии и вступила в войну на стороне антигитлеровской коалиции. За разгром противостоящих войск противника в этой операции 12 сентября 1944 года Ф. И. Толбухину было присвоено воинское звание Маршал Советского Союза.
- Бухарестско-Арадская операция, сентябрь 1944 года. Остатки группы армий «Южная Украина» были полностью уничтожены, полностью освобождёна территория Румынии с большими потерями для врага.
- Белградская операция, октябрь 1944 года. Войска фронта совместно с частями югославской армий освободили восточные районы Югославии и её столицу Белград, создав условия для полного освобождения страны.
- Апатин-Капошварская операция, ноябрь — декабрь 1944 года. Войска фронта форсировали Дунай, разгромили 2-ю венгерскую армию и создали условия для окружения Будапешта.
- Будапештская операция, декабрь 1944 — февраль 1945 года. Войска фронта совместно с войсками 2-го Украинского фронта с значительными потерями окружили и уничтожили группировку врага в Будапеште, перемолов его значительные силы западнее города.
- Балатонская оборонительная операция, март 1945 года. Войска фронта отразили последнее крупное наступление вермахта в войне, обескровив его ударную группировку.
- Венская операция, март — апрель 1945 года. Войска фронта совместно с войсками 2-го Украинского фронта разгромили группу армий «Юг», завершив освобождение территории Венгрии и освободив большую часть Австрии.
- Грацско-Амштеттенская наступательная операция, 15 апреля — 9 мая 1945 года. Освобождёны западная и центральная Австрия, принята капитуляция противостоящих немецких войск.

26 апреля 1945 года был награждён высшим советским полководческим орденом «Победа».

## Послевоенная служба

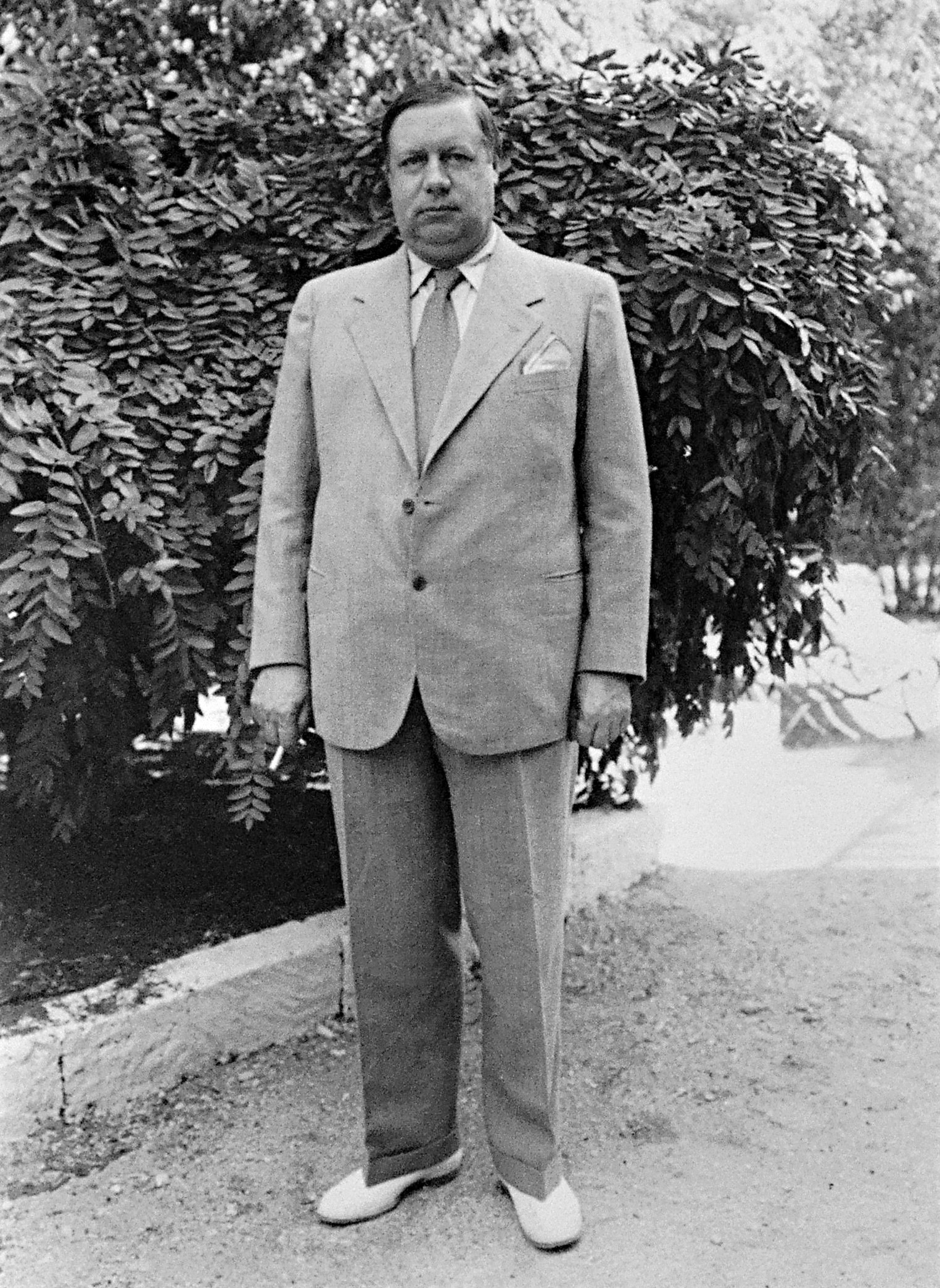
Фёдор Иванович Толбухин. Закавказье. 1947 год

С июля 1945 года маршал Ф. И. Толбухин — главнокомандующий Южной группой войск на территории Румынии и Болгарии, созданной для противодействия вероятным военным действиям Турции на Балканах (расформирована в феврале 1947 года). С января 1947 года — командующий войсками Закавказского военного округа. Депутат Верховного Совета СССР II созыва (1946—1949).
Умер от сахарного диабета 17 октября 1949 года в Москве. Был кремирован, урна с прахом захоронена в Кремлёвской стене на Красной площади.
Указом Президиума Верховного Совета СССР от 7 мая 1965 года «за умелое руководство войсками, мужество, отвагу и героизм, проявленные в борьбе с немецко-фашистскими захватчиками в годы Великой Отечественной войны» Маршалу Советского Союза Толбухину Фёдору Ивановичу присвоено звание Героя Советского Союза (посмертно).

## Оценки сослуживцев
- Маршал Советского Союза С. С. Бирюзов:

Фёдор Иванович Толбухин, по моим тогдашним представлениям, был уже пожилым, то есть в возрасте около 50 лет. Высокого роста, тучный, с крупными, но приятными чертами лица, он производил впечатление очень доброго человека. Впоследствии я имел возможность окончательно убедиться в этом, как и в другом весьма характерном для Толбухина качестве — его внешней невозмутимости и спокойствии. Мне не припомнится ни одного случая, когда бы он вспылил. И неудивительно поэтому, что Фёдор Иванович откровенно высказывал свою антипатию к чрезмерно горячим людям.
- Генерал И. К. Морозов:

С самого начала своих действий по прикрытию Сталинграда с юга и до перехода в наступление 20 ноября 1942 года, 57-я армия без шума, спешки, продуманно и организованно вела оборонительные и частные наступательные бои и операции. Мы называли её армией порядка и организованности и любили её командование за исключительно внимательное и бережливое отношение к людям, к воинам, в каком бы звании они ни были.

- Маршал Советского Союза А. М. Василевский:

В годы войны особенно ярко выявились такие качества Толбухина, как безупречное выполнение служебного долга, личное мужество, полководческий талант, душевное отношение к подчинённым. Говорю об этом не с чужих слов, а из личного общения с ним во время пребывания в его войсках под Сталинградом, в Донбассе, на Левобережной Украине и в Крыму…

После войны Ф. И. Толбухин, занимая ответственные посты и будучи очень больным, продолжал успешно выполнять свои обязанности. Никогда не забуду, как Фёдор, лёжа на больничной койке, буквально за несколько минут до своей кончины, уверял, что завтра он выйдет на работу.
— Дважды Герой Советского Союза  Маршал Советского Союза  Василевский А.М.  Дело всей жизни.Издание второе, дополненное. -  М: Издательство Политической литературы, 1975. С.375.
- Генерал армии С. М. Штеменко:

Фёдор Иванович Толбухин пришёл на командные посты со штабной работы. …Лично мне Ф. И. Толбухин запомнился как очень добрый человек и, пожалуй, самый скромный из всех командующих фронтов. «Штабная косточка» осталась у него на всю жизнь и порой превалировала над командной. Своим подчинённым он всегда предоставлял возможность проявлять широкую инициативу.
— Штеменко С. М.  Генеральный штаб в годы войны. (Военные мемуары). — М.: Воениздат, 1968. С. 397—398.

## Семья
- Первая жена (с 1919 по 1920) — Екатерина Ивановна[12].
  - Дочь — Татьяна (1921—1985). Была замужем за Владимиром Врублевским[12]. Дети Вадим, Евгений, Александр.
- Вторая жена (с 1923) — Тамара Евгеньевна Толбухина, урождённая Бобылёва, по происхождению дворянка[12][13].
  - Сын умер малолетним[12].

## Воинские звания
- 28 ноября 1935 года — комбриг;
- 15 июля 1938 года — комдив;
- 4 июня 1940 года — генерал-майор;
- 19 января 1943 года — генерал-лейтенант;
- 28 апреля 1943 года — генерал-полковник;
- 21 сентября 1943 года — генерал армии;
- 12 сентября 1944 года — Маршал Советского Союза.

## Награды

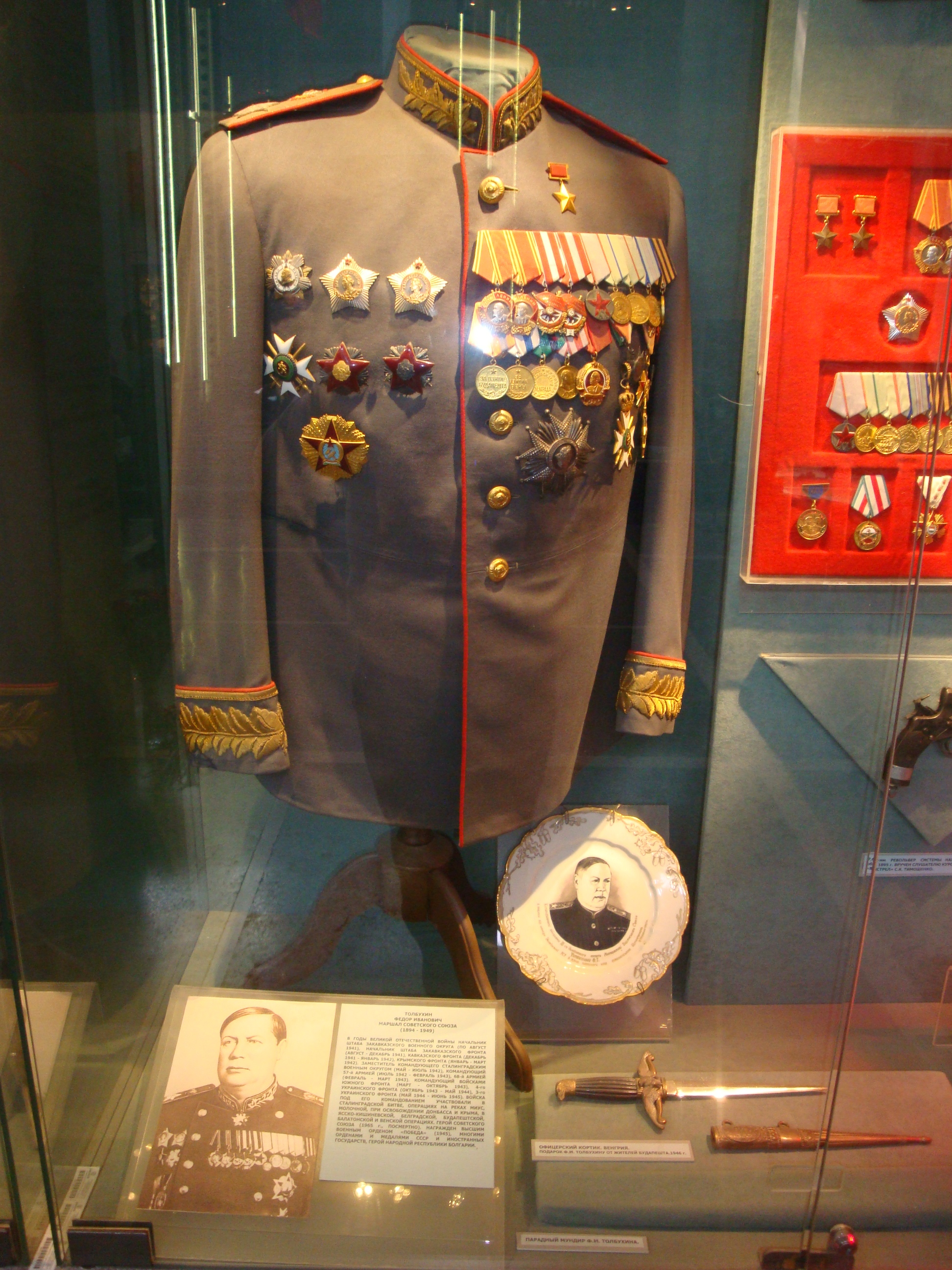
Парадный китель маршала Толбухина с наградами в Центральном музее Вооружённых Сил в Москве

- Герой Советского Союза (07.05.1965, посмертно)[14]
- орден «Победа» (№ 9 — 26.04.1945)
- три ордена Ленина (19.03.1944, 21.02.1945, 7.05.1965)
- три ордена Красного Знамени (18.10.1922, 18.10.1943, 03.11.1944)
- два ордена Суворова 1-й степени (28.01.1943, 16.05.1944)
- орден Кутузова 1-й степени (17.09.1943)
- орден Красной Звезды (22.02.1938)
- медаль «За оборону Севастополя»
- медаль «За оборону Сталинграда»
- медаль «За оборону Кавказа»
- медаль «За победу над Германией в Великой Отечественной войне 1941—1945 гг.»
- медаль «За взятие Будапешта»
- медаль «За взятие Вены»
- медаль «За освобождение Белграда»
- юбилейная медаль «XX лет Рабоче-Крестьянской Красной Армии» (22.02.1938)
- юбилейная медаль «30 лет Советской Армии и Флота»
- медаль «В память 800-летия Москвы»
- почётный знак «Честному воину Карельского фронта»
- орден Святой Анны 3-й степени (Российская империя)
- орден Святого Станислава 3-й степени (Российская империя)
- Народный герой Югославии (31 мая 1945)
- Герой Народной Республики Болгария (1979 или 1981, посмертно)
- орден «Георгий Димитров» (Болгария, 1979 или 1981, посмертно)
- орден «За храбрость» 1-й степени (Болгария)
- орден Михая Храброго 1-го, 2-го, 3-го классов (Румыния, 8 мая 1947)[15]
- орден «Защита Отечества» 1-й, 2-й степеней (Румыния)
- орден Венгерской свободы (Венгрия)
- орден Заслуг Венгерской Народной Республики 1-й степени (Венгрия, посмертно)
- Командор ордена «Легион почёта» (США)
- Великий офицер ордена Почётного легиона (Франция)
- Военный крест 1939—1945 годов с пальмовой ветвью (Франция)
- почётный гражданин Софии, Добрич и Белграда

## Память

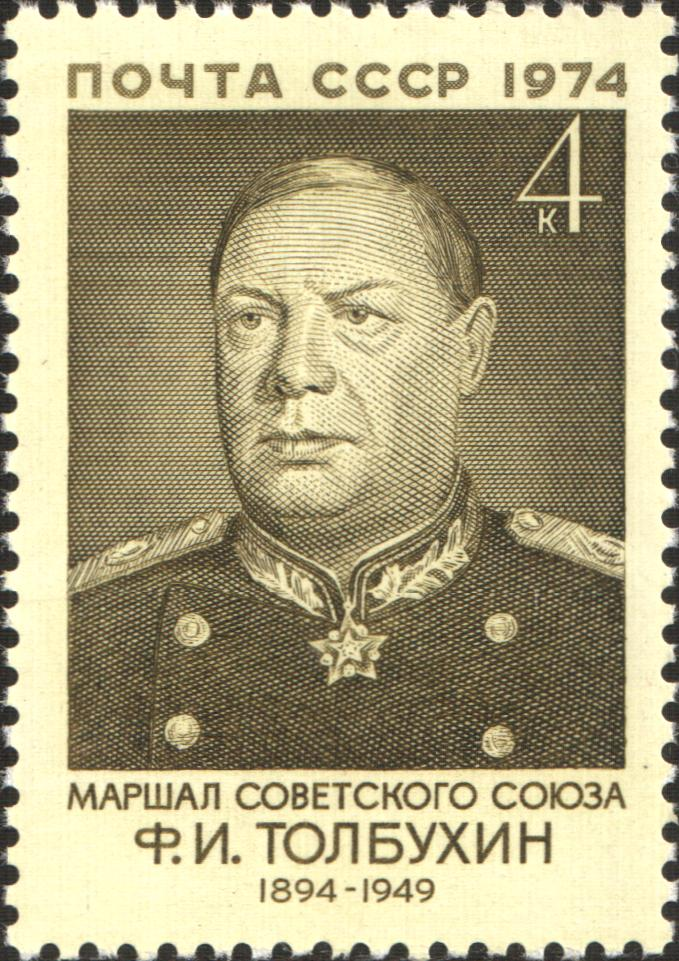
Почтовая марка СССР 1974 года

### Населённые пункты
- Село Толбухино (бывшее Давыдково) в Ярославской области, в котором Фёдор Иванович учился.
- Город Добрич в Болгарии в 1949—1990 годах назывался Толбухин.
- Совхоз «Толбухинский» — Казахстан, Кокчетавская область, Кзылтуйский район.

### Улицы
В честь Ф. И. Толбухина названы проспект и мост в Ярославле, в Ереване, площадь и улица в Одессе, Виннице, улицы в Астрахани, Минске, Советске (Калининградская область), Калининграде, Ашхабаде, Белграде, Волгограде, Казани, Знаменске, Иркутске, Каменске-Уральском, Керчи, Кишинёве (в 1990-х переименована в улицу Титулеску), Вятке (Кирове), Конотопе, Краснодаре, Москве, Нижнем Новгороде, Новокузнецке, Новосибирске, Новочеркасске, Перми, Петрозаводске, Рыбинске, Балте, Харькове, Сальске, Симферополе, Бахчисарае, Красноперекопске, Ростове-на-Дону, Лисичанске, Старобельске, Измаиле, Ишимбае, Таганроге, Тихорецке, Ульяновске, Уфе, Усолье-Сибирском, Челябинске, Краснодаре, Стерлитамаке, Стаханове, Пензе, Купянске, Березовском в Свердловской области, Артёмовске, посёлке Яблоновском Тахтамукайского района Республики Адыгея, в городах Ждановка, Торез и Енакиево (Донецкая область), Новокузнецке, Бердске, улица и переулок в Киеве, Белгород-днестровском (Одесская область).
В Будапеште в честь советского маршала, который возглавлял войска, бравшие штурмом этот город, отрезок Малого кольца (Кишкёрут, соединяющий бывшую Площадь Димитрова — сегодня: Площадь Главной таможни — Фёвам тер — с площадью Кальвина) назывался до начала 1990-х годов Толбухин кёрут. По решению городского парламента этот отрезок Малого кольца сегодня носит название Вамхаз кёрут.

### Памятники
- Памятник Фёдору Толбухину в Москве (1960 год, скульптор Л. Е. Кербель, архитектор Г. А. Захаров).
- В Софии — в начале 1990-х годов болгарские власти демонтировали его, демонтированный памятник был увезён в Россию и установлен в городе Тутаеве Ярославской области.
- В Донецке на пересечении проспекта Ильича и улицы Марии Ульяновой (1995, скульптор Ю. И. Балдин, архитектор А. Л. Лукин).
- Памятник Толбухину в Ярославле (1972 год).
- Памятник (бюст) в г. Тутаев (установлен в 2001 году - памятник был перевезён из Болгарии, где был демонтирован[17]).
- Памятная доска в городе Петрозаводске на улице Маршала Толбухина (открыта 29 июня 2018 года).
- Памятник в селе Толбухино Ярославской области, установленный перед школой, носящей имя Ф. И. Толбухина.
- Памятник в селе Андроники Ярославской области, на родине маршала.
- Бюст у лицея № 1 в городе-герое Волгограде

В Москве
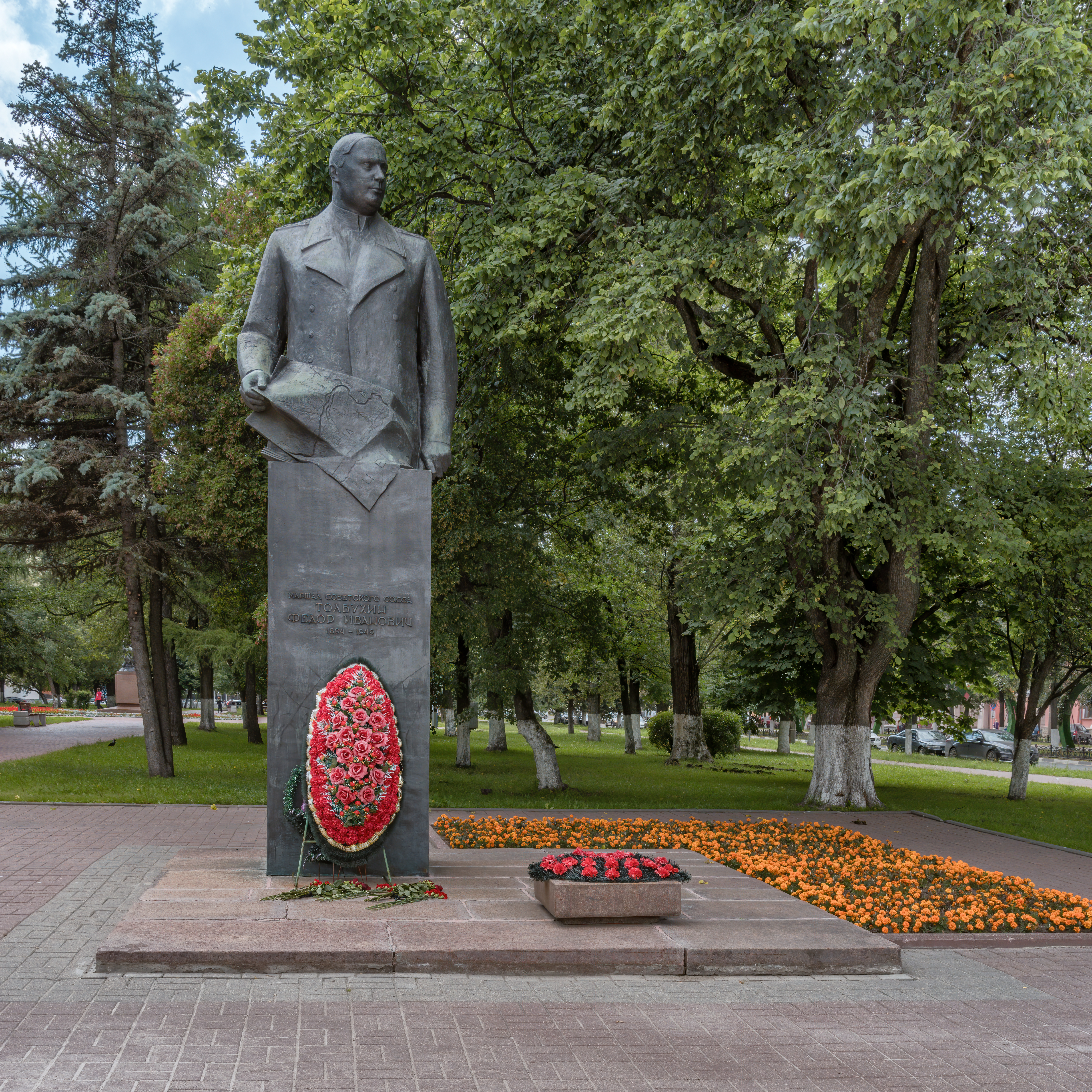
В Ярославле
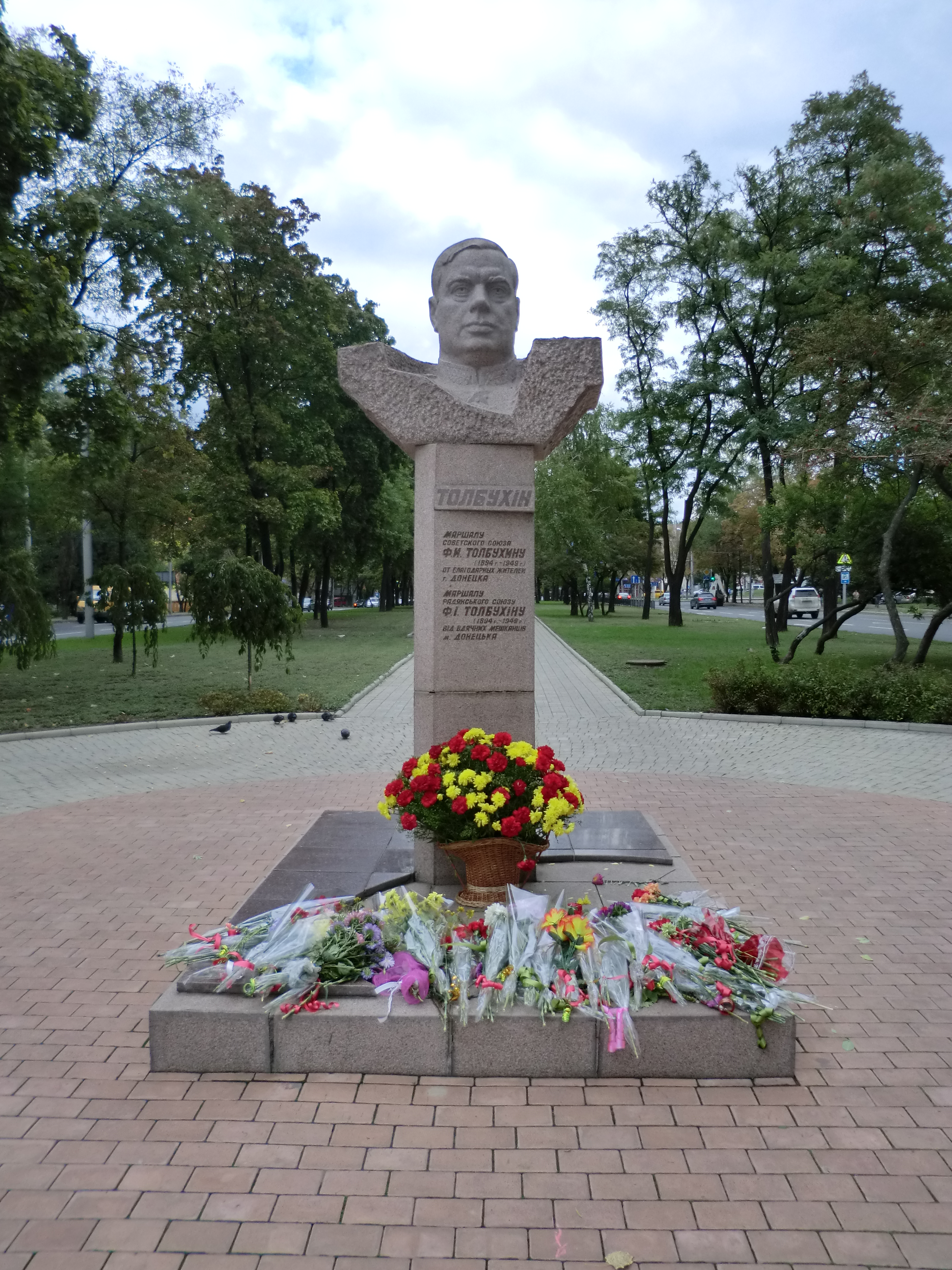
В Донецке
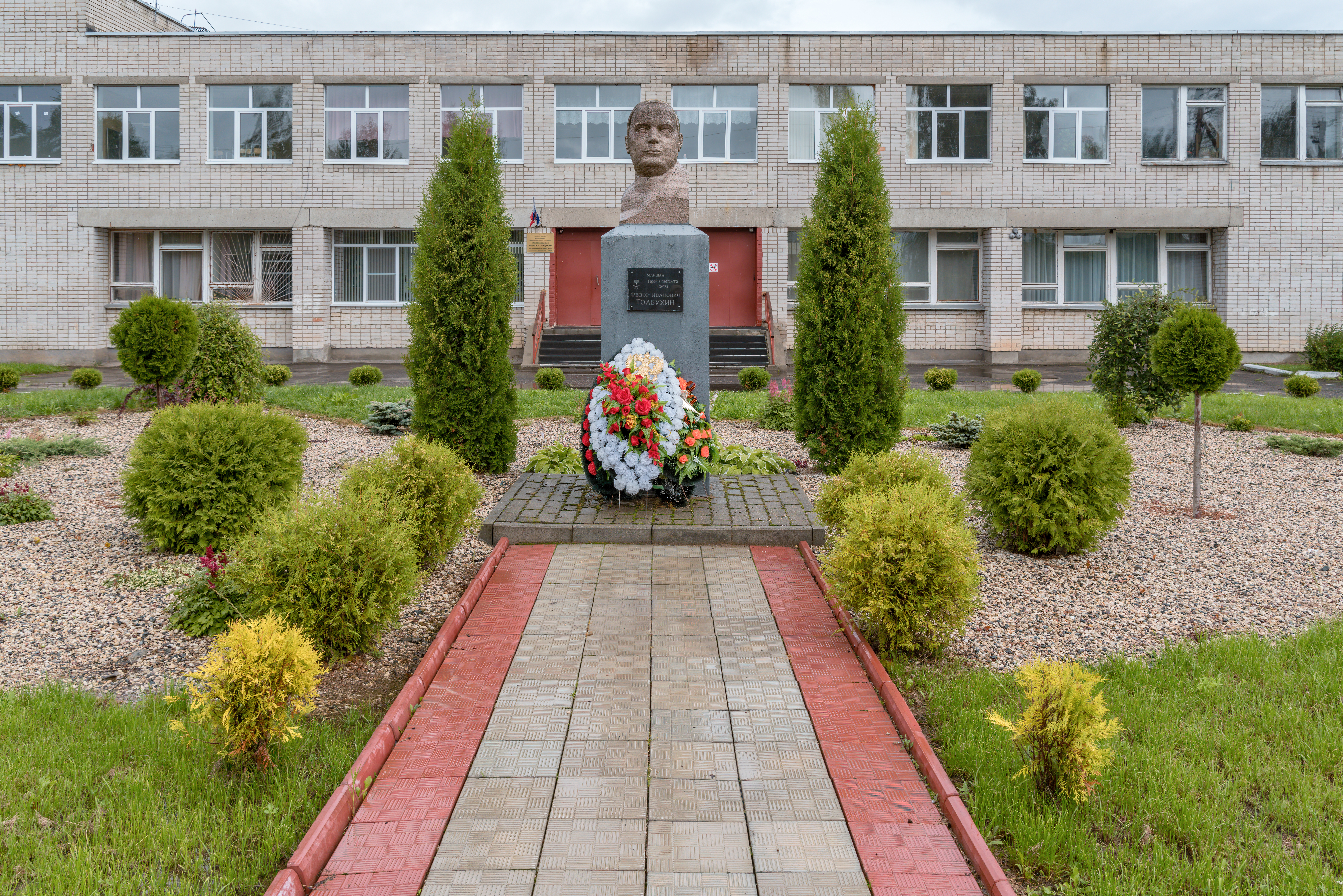
В селе Толбухино
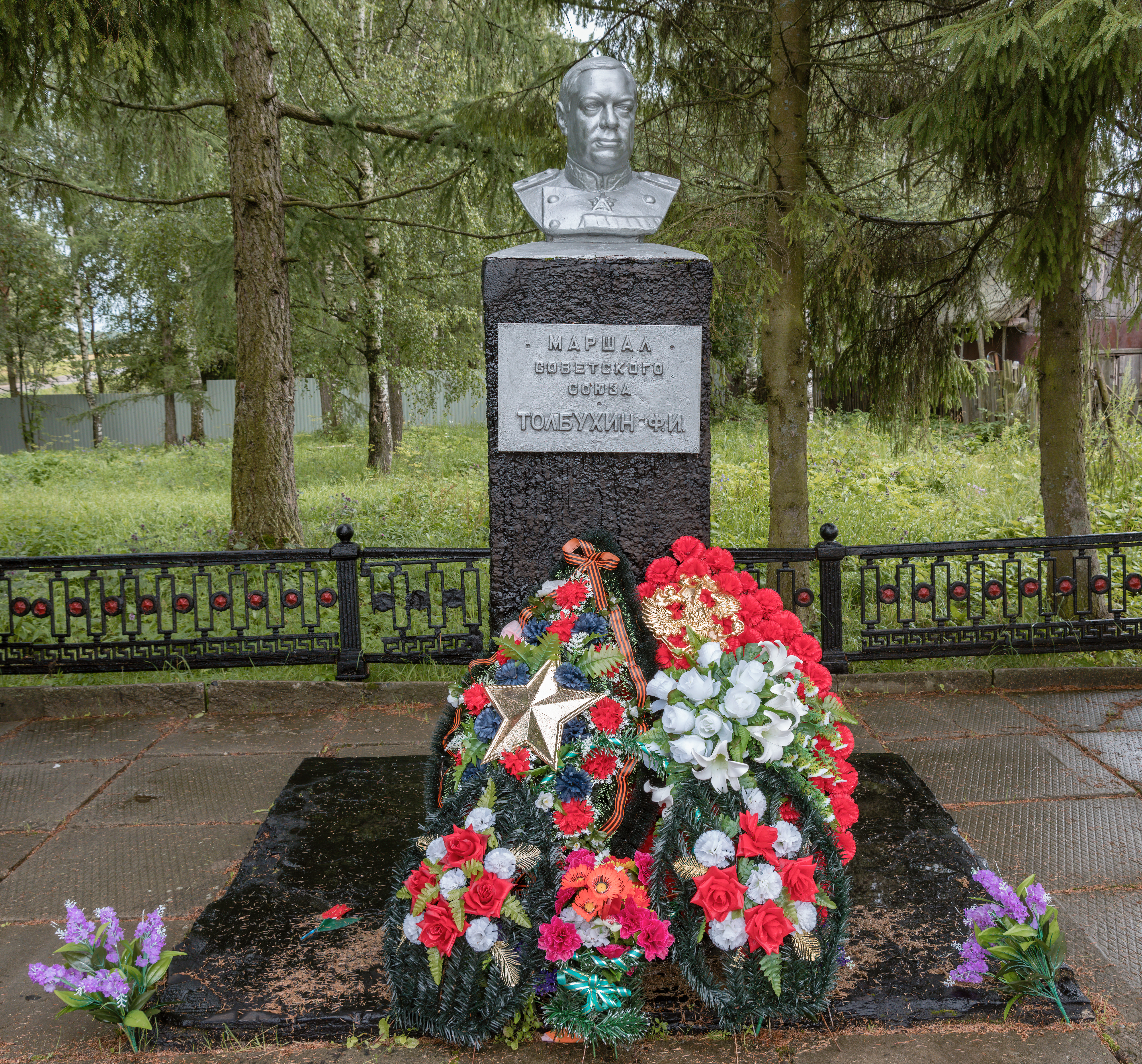
В селе Андроники
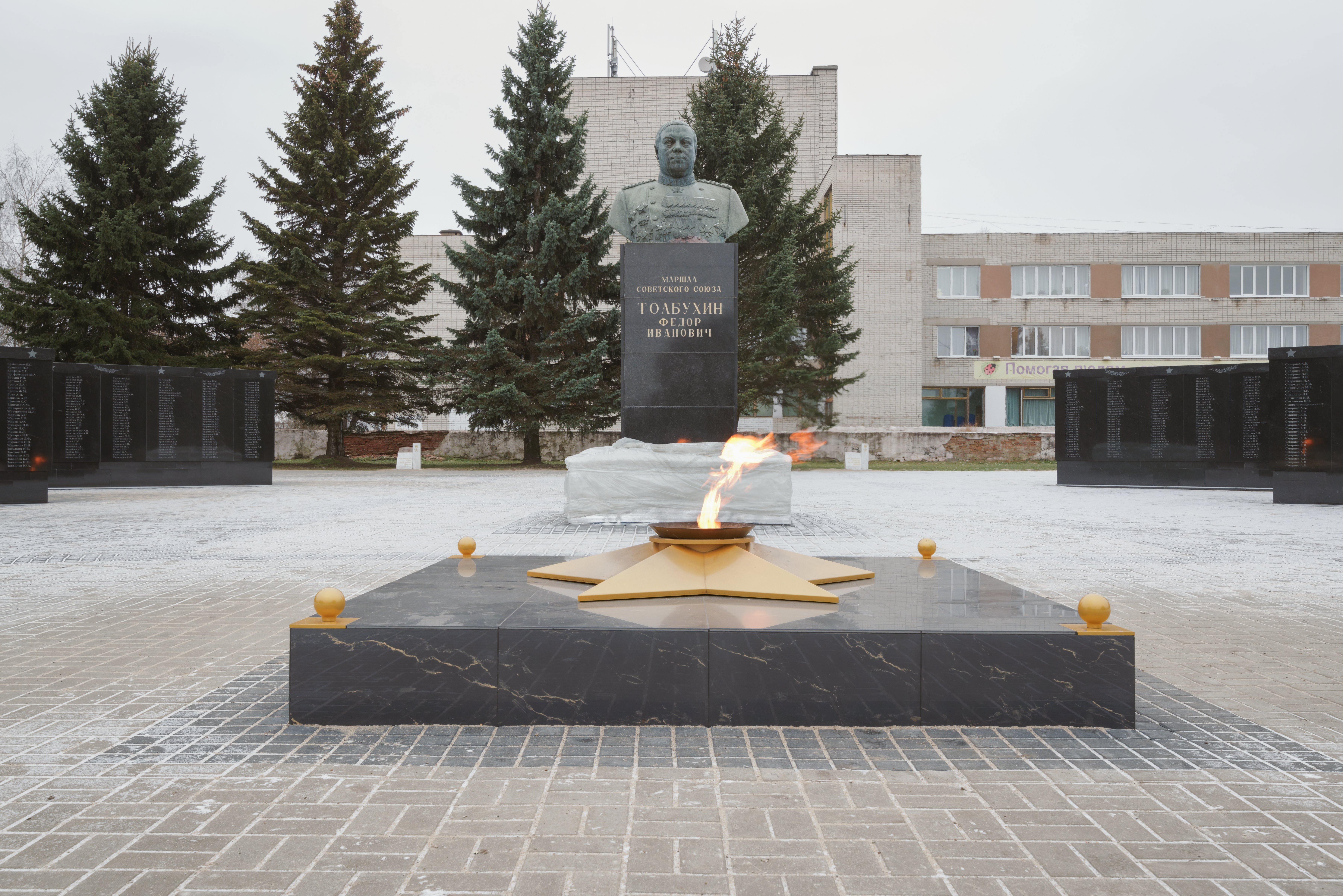
В Тутаеве

### В филателии
- Изображён на двух почтовых марках Болгарии 1950 года.
- Изображён на почтовой марке Почты СССР 1974 года.
- Изображён на почтовой марке непризнанной Приднестровской Молдавской Республики 2010 года.

### В кинематографе
- Роль генерала Ф. И. Толбухина в фильмах «Третий удар» (1948) и «Сталинградская битва» (1949) исполнил актёр В. Я. Станицын (за её исполнение он стал лауреатом Сталинской премии).
- В киноэпопее «Солдаты свободы» роль маршала Толбухина исполнил актёр Иван Любезнов.
- Роль офицера Сергея Репнина (прототипом которого является Фёдор Толбухин[источник не указан 873 дня]) в сериале «Раневская» (2023) исполнил Константин Лавроненко.

### В поэзии
У маршала Толбухина в войсках ценили мысль и сметку, чтоб стучала,
и наливалась силою в висках, и вслед за тем победу источала.
<…>
Водительство полков не ремеслом считал Толбухин, а наукой точной.
Смысл западный со сметкою восточной спаяв, он брал уменьем, не числом.
Жалел солдат и нам велел беречь, искал умы, и брезгал крикунами,
и умную начальственную речь раскидывал, как невод, перед нами.
В чинах, в болезнях, в ранах и в летах, с весёлой чёлкой надо лбом угрюмым
он долго думал, думал, думал, думал, покуда не прикажет: делать так.
Любил порядок, не любил аврал, считал недоработкой смерть и раны,
а все столицы — что прикажут — брал, освобождал все — что прикажут — страныБорис Слуцкий

### Музеи
В 1975 году в селе Андроники Ярославской области, где родился Ф. И. Толбухин, был открыт его мемориальный музей. Позже он был перенесён в близлежащее село Толбухино, где продолжает функционировать по сей день.